# Adénite sébacée

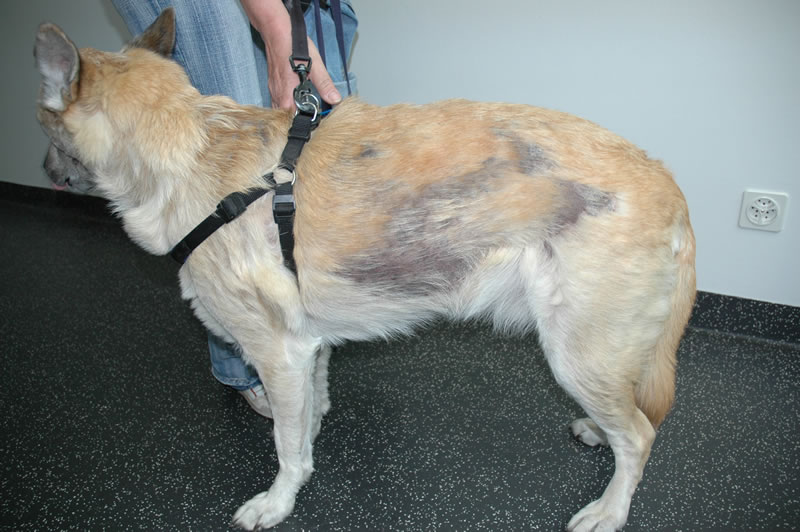
Adénite sébacée et perte de poils chez un chien.

L'adénite sébacée est une maladie de peau consistant en la destruction des glandes sébacées et affectant de nombreuses races de chien.

## Cause
Les signes d'adénite sébacée sont causés par un processus de maladie inflammatoire qui affecte les glandes sébacées de la peau. La cause de la maladie inflammatoire est inconnue. Différentes races de chiens peuvent avoir différentes causes sous-jacentes de la maladie.
Des recherches sont actuellement en cours pour déterminer s'il existe une prédisposition génétique à l'adénite sébacée ; le mode exact de transmission reste inconnu.
Chez les caniches standard, l'adénite sébacée est très probablement une maladie héréditaire récessive autosomique, à expression variable.